# Merryville
Merryville ist eine Kleinstadt (mit dem Status „Town“) im Beauregard Parish im US-amerikanischen Bundesstaat Louisiana. Das U.S. Census Bureau hat bei der Volkszählung 2020 eine Einwohnerzahl von 967 ermittelt.

## Geografie
Merryville liegt im Westen Louisianas, wenige Kilometer östlich des die Grenze zu Texas bildenden Sabine River. Die geografischen Koordinaten von Merryville sind 30°45′14″ nördlicher Breite und 93°32′13″ westlicher Länge. Das Stadtgebiet erstreckt sich über eine Fläche von 21,2 km².
Benachbarte Orte von Merryville sind DeRidder (31,4 km ostnordöstlich), Singer (17,4 km südöstlich) und Bon Wier in Texas (11 km westlich).
Die nächstgelegenen größeren Städte sind Shreveport (230 km nördlich), Louisianas Hauptstadt Baton Rouge (262 km östlich), Louisianas größte Stadt New Orleans (384 km in der gleichen Richtung), Lafayette (194 km ostsüdöstlich), Beaumont in Texas (122 km südwestlich) und Texas’ größte Stadt Houston (247 km in der gleichen Richtung).

## Verkehr
Durch den Nordwesten von Merryville verläuft der vierspurig ausgebaute U.S. Highway 190. Im Stadtzentrum treffen die Louisiana Highways 110 und 389 zusammen. Alle weiteren Straßen sind untergeordnete Landstraßen, teils unbefestigte Fahrwege sowie innerörtliche Verbindungsstraßen.
Durch Merryville verläuft eine Eisenbahnstrecke der zu den Watco Companies gehörenden Timber Rock Railroad, einer Class III-Eisenbahngesellschaft.
Mit dem Beauregard Regional Airport befindet sich 24,7 km ostnordöstlich ein kleiner Flugplatz. Die nächsten Großflughäfen sind der Louis Armstrong New Orleans International Airport (372 km östlich) und der George Bush Intercontinental Airport in Houston (249 km südwestlich).

## Bevölkerung
Nach der Volkszählung im Jahr 2010 lebten in Merryville 1103 Menschen in 423 Haushalten. Die Bevölkerungsdichte betrug 52 Einwohner pro Quadratkilometer. In den 423 Haushalten lebten statistisch je 2,52 Personen.
Ethnisch betrachtet setzte sich die Bevölkerung zusammen aus 81,1 Prozent Weißen, 14,6 Prozent Afroamerikanern, 1,5 Prozent amerikanischen Ureinwohnern, 0,5 Prozent Asiaten sowie 0, Prozent aus anderen ethnischen Gruppen; 1,8 Prozent stammten von zwei oder mehr Ethnien ab. Unabhängig von der ethnischen Zugehörigkeit waren 1,8 Prozent der Bevölkerung spanischer oder lateinamerikanischer Abstammung.
26,7 Prozent der Bevölkerung waren unter 18 Jahre alt, 57,5 Prozent waren zwischen 18 und 64 und 15,8 Prozent waren 65 Jahre oder älter. 52,9 Prozent der Bevölkerung war weiblich.

Das mittlere jährliche Einkommen eines Haushalts lag bei 26.800 USD. Das Pro-Kopf-Einkommen betrug 14.958 USD. 33,9 Prozent der Einwohner lebten unterhalb der Armutsgrenze.

## Bekannte Bewohner
- Sam H. Jones (1897–1978) – 47. Gouverneur von Louisiana (1940–1944) – geboren in Merryville
- Jesse Monroe Knowles (1919–2006), Geschäftsmann und Politiker, 1964–1980 gewähltes Mitglied beider Häuser der Louisiana State Legislature für Calcasieu Parish – geboren in Merryville